# Elecciones estatales de Terengganu de 1964
Las elecciones estatales de Terengganu de 1964 tuvieron lugar el 25 de abril del mencionado año con el objetivo de renovar los 24 escaños de la Asamblea Legislativa Estatal, que a su vez investiría a un Menteri Besar (Gobernador o Ministro Principal) para el período 1964-1969, a no ser que se realizaran elecciones anticipadas en ese período. Al igual que todas las elecciones estatales terengganurianas, tuvieron lugar al mismo tiempo que las elecciones federales para el Dewan Rakyat de Malasia a nivel nacional.
El Partido Islámico Panmalayo (PAS), que había ganado las anteriores elecciones, perdió el gobierno estatal en octubre de 1961 a raíz de una moción de censura exitosa luego de que algunos diputados oficialistas desertaran a la Alianza, coalición del gobierno federal. La Alianza, que desde entonces gobernaba con Ibrahim Fikri Mohamad como Menteri Besar, consolidó su dominio sobre Terengganu con una resonante victoria al recibir el 56.20% de los votos y 21 de los 24 escaños de la Asamblea Legislativa Estatal. El PAS perdió casi toda su relevancia, pero continuó siendo el segundo mayor partido del estado al recibir el 33.56% y los 3 escaños restantes. El Partido Nacional, que presentó 17 candidaturas, se vio derrotado y perdió su depósito en casi todas, en gran medida debido al descontento con su apoyo a la moción de censura en favor de la UMNO.
La coalición dirigida por la UMNO ganaría todas las elecciones estatales de Terengganu hasta 1999.